# ブラックメタル・インナーサークル
ブラックメタル・インナーサークル (Black Metal Inner Circle） または ブラック・サークル（Black Circle)とは、1990年代初期のノルウェーのブラック・メタルバンドとその関係者らを指して使われた言葉である。「誰が一番邪悪か」を競うかのように、教会の放火から殺人に至るまで様々な事件を起こしてヨーロッパ中を震撼させ、後のブラック・メタル・シーンにも多大な影響を与えている。
マスコミや音楽ジャーナリズムによって「悪魔崇拝集団」としてセンセーショナルに報道されたが、全ての事件に悪魔崇拝が関係しているとは限らない。中には Emperor の Samoth や Faust のように悪魔主義者ではない者も多数おり、ひとつの宗教的、思想的信条によって括れる性格のものではないと言える。

## 経緯
初期のノルウェー・ブラック・メタル・シーンは、Mayhem のユーロニモスこと、オイスタイン・オーシェト（オイスタイン・アーセス）の経営するレコードショップ「ヘルヴェテ」を中心地として形成され、シーンの担い手であるブラックメタルを愛好する若者たちのほとんどは10代から20代前半であった。1992年頃、ノルウェーで教会放火事件が相次ぐ中、一連の事件が「ブラック・メタル・シーンによって引き起こされたもの」との疑惑が生じた際、その存在が取り沙汰されたのが「ブラックメタル・マフィア」の「インナーサークル」（中核的な内輪の連中）である。1993年3月、英国のメタル専門誌『Kerrang!』で、ノルウェーのブラックメタルが犯罪と絡めておどろおどろしく紹介された。同記事には、シーンの中心人物であるユーロニモスや Burzum のヴァルグ・ヴィーカネースが語ったとされる発言が掲載され、その中で一連の犯罪の背後にある「サタニック・テロリスツ」の「インナー・サークル」の存在が主張されていた。

## 歴史
1991年4月8日、メイヘムのメンバーであったデッド (Vo) が、自宅で自分の頭を銃で打ち抜いて死亡しているところを発見される。デッドは後のインナーサークルの中心人物であるユーロニモスと共同生活をしていたが、メイヘムのドラマーであるヘルハマーの証言によれば、「ユーロニモスは警察に通報する前にまずカメラを買ってきてデッドの死体の写真を撮影した」という。その写真は後のメイヘムのブートレグ・ライブ・アルバム 『ドーン・オブ・ザ・ブラック・ハーツ』のジャケットに使用されている。この事件に関して、彼が生前から精神的に不安定だったことが原因の1つとされたが、ユーロニモスが「デッドの飛び散った脳をスープにした」という話や、彼がデッドの死に深く関わっている可能性も囁かれた。これらの件について、「自分のバンドをよりミステリアスに見せるため」ユーロニモスはあえて否定しなかった。また、ユーロニモスはデッドの頭蓋骨の破片をネックレスにし、親しい友人達に配ったとされる。マーダックの中心人物モルガンは「デッドの頭蓋骨の破片を未だに所持している」とインタビューで明らかにした。
その後、ユーロニモスがオスロの下町で Helvete （ヘルヴェテ）というレコードショップをオーナーとして開業、ここへ集まったブラックメタルファンの若者とともに、彼を中心にして悪魔崇拝集団「インナーサークル」が形成されたとされるが、実際のインナーサークルは「当時のメディアで報道されたような組織的な団体ではなかった」との見解が現在は主流である。ほぼ同時期にユーロニモスは Deathlike Silence というレコードレーベルの運営も始める。
- フィンランドのヘヴィメタルジャーナリスト、ティモ・イソアホは、「(犯罪行為が始まる前のインナーサークルは)基本的に数人の酒好きのティーンエイジャーが『ヘルヴェテ』の地下に集まって、VENOMやBATHORY といったお気に入りのバンドを聴いていたに過ぎない」と書いている[6]。
- 元エンペラー の Bård "Faust" Eithun は「ブラックサークルはヘルヴェテに屯する人々を名指すためにでっち上げられた名前に過ぎず、メンバーらしき者も会員証も公式集会も存在しなかった」と証言している[7][8]。

そして1992年より彼らの直接的でより過激な活動が本格化する。その年の6月6日、当時カウント・グリシュナックと名乗っていた Burzumのヴァルグ・ヴィーカネース（ヴァーグ・ヴァイカーネス）がノルウェーの有名な礼拝堂を放火、全焼させるという事件を起こす。すぐに彼は逮捕されるが、「証拠不十分」として後に釈放される。彼らの活動はアンダーグラウンドであったが、この事件はノルウェー中で大問題となり、ニュースで彼が連行されるところが放映され、またこの放火事件により、ヘルヴェテは警察・マスコミに徹底的にマークされ、後に閉店することとなる。
この事件を皮切りに、インナーサークルの若者らはさらに活動を激化。メジャー音楽を「偽者」と断罪し、「ツアー中のバンドのバスを転倒させる」、「メンバーの家を放火する」等の事件を次々と起こしていく。また、この頃彼らの間では、「大きな事件を起こす者ほど発言力が強まる」という風潮ができあがっており、これがさらに彼らの活動に拍車をかけることになる。
同年8月21日、エンペラーの元メンバーであり、ユーロニモスの経営していたヘルヴェテの店員であった Faust（ファウスト）(Dr) が、1994年に開催されたリレハンメルオリンピックの開会式が催された公園の近くの森で、彼と性行為に及ぼうとした同性愛者の男性をペン・ナイフで数十箇所刺して殺すという事件が発生。警察当局は当初同性愛者を中心に捜査を進めており、ファウストへは1年以上捜査の手が伸びなかった。後に、メディアはこの殺人事件を「悪魔主義やファシズム、ブラックメタルと関係がある」と推測したが、彼は「自分は悪魔主義者でもファシストでもない」とインタビューで語っている。また、ブラックメタルバンド Hades Almighty のメンバー Jørn Tunsberg も、「事件はブラックメタルとは何の関係もない」、「衝動的な殺人だ」と主張している。ファウストは他にも放火などの罪を犯し、懲役14年の判決を受けた。
この頃からインナーサークル内でユーロニモスに対して「ブラック・メタルとネオ・ナチ思想を混同しているのではないか」という疑いが浮上し、彼はブラック・メタルシーンから度重なる脅迫を受けるようになる。
1993年8月10日、グリシュナックはユーロニモスと親密な仲であった Snorre Ruch （スノーレ・ルーシュ）を呼び出し彼に車を運転させ、深夜、オスロにあるユーロニモスの自宅アパートへと向かう。彼は「バンド用のギターリフを考えた」「（Burzumの）契約書を持ってきた」などと言いユーロニモスにドアを開けさせたところをナイフで刺し、遂にシーン内部の者同士での殺人事件が起こる。ユーロニモスが負った傷は「全身23箇所（頭部に2箇所・首に5箇所・背中に16箇所）」に及んでおり、アパートの外で遺体が発見された。
これらインナーサークルの若者らによる過激行動の末、グリシュナックが殺人・教会の放火等の罪でノルウェーでの最高刑、懲役21年の判決を受け、また、グリシュナックとともに教会を放火したエンペラーの元メンバー Samoth は懲役16箇月、Tchort も不法侵入、暴行、墓を汚した罪で逮捕される。彼らの事件が次々と発覚し逮捕が続く中、団体は解体となる。

## 関わりのあった主なバンド
- Mayhem （メイヘム）
- Burzum （バーズム）
- Emperor （エンペラー）
- Darkthrone （ダークスローン）
- Satyricon (サテュリコン)